# Ahmet Tren
Ahmet Tren (ur. 3 lutego 1950) – turecki zapaśnik walczący w stylu klasycznym. Olimpijczyk z Monachium 1972, gdzie odpadł w eliminacjach w kategorii 52 kg.